# Enoplognatha verae
Enoplognatha verae là một loài nhện trong họ Theridiidae.
Loài này thuộc chi Enoplognatha. Enoplognatha verae được miêu tả năm 1999 bởi Robert Bosmans & Van Keer.